# Beno Lapajne
Beno Lapajne (* 10. Juni 1973 in Ljubljana) ist ein ehemaliger slowenischer Handballspieler. Der 2,01 m große Handballtorwart spielte zuletzt für den slowenischen Club Celje Pivovarna Laško und für die slowenische Nationalmannschaft.

## Karriere
Beno Lapajne begann in seiner Heimatstadt beim RK Inles Ribnica mit dem Handballspiel. Schnell wurde er vom slowenischen Serienmeister Celje Pivovarna Laško entdeckt und unter Vertrag genommen. Für Celje debütierte er in der Saison 1991/92 in der ersten Liga und gewann 1992 sowie 1993 Meisterschaft und Pokal. 1993 wechselte er dann zum Konkurrenten RK Gorenje Velenje, um mehr Spielpraxis zu sammeln. Nach einem Jahr kehrte er zurück nach Celje, nur um nach einer Spielzeit erneut nach Velenje zu gehen. In der Saison 1996/97 kehrte er zurück nach Celje und gewann dort auf Anhieb 1997, 1998 und 1999 Meisterschaft und Pokal. In der Saison 1999 wechselte er zu RK Prule 67 Ljubljana. Dort zog er im Jahr 2000 ins Halbfinale des Europapokals der Pokalsieger ein und gewann 2002 erneut Meisterschaft und Pokal. Als sein Club 2003 in finanzielle Schwierigkeiten geriet, ging Lapajne nach Frankreich zu US Ivry HB, wo er mit seiner Mannschaft den 3. Platz erreichte. In der Saison 2004/05 wechselte er zum RK Gold Club Kozina in seine Heimat, wo er den nationalen Pokal gewann. In der Saison 2005/06 wechselte er zum kroatischen Rekordmeister RK Zagreb. Dort gewann er zwar die nationale Meisterschaft und den Pokal, heuerte aber 2006 beim spanischen Erstligisten BM Aragón an. Mit den Männern aus Saragossa zog er 2007 ins Finale des EHF-Pokals ein, unterlag dort aber den deutschen SC Magdeburg Gladiators. 2008 kehrte er zu Celje zurück und beendete seine Karriere im Jahr 2010 mit einem weiteren Meistertitel und Pokaltitel.
Beno Lapajne debütierte in der slowenischen Nationalmannschaft am 6. Januar 1995 beim 19:23 in Granada gegen Spanien. Der Torwart hat 212 Länderspiele für die slowenische Nationalmannschaft bestritten und wurde im Vorfeld der Europameisterschaft 2016 von Luka Žvižej (217) als Rekordnationalspieler Sloweniens abgelöst. Mit Slowenien zog er bei der Europameisterschaft 2004 im eigenen Land ins Finale ein, unterlag dort aber dem deutschen Team.

## Privates
Lapajne hat einen Master-Abschluss in Rechtswissenschaft und in Wirtschaftswissenschaft.